# Paul Mylius
Paul Ernst August Wilhelm Mylius (* 23. Februar 1904 in Bitterfeld; † unbekannt) war ein deutscher Jurist im Polizeidienst und SS-Führer.

## Leben und Wirken
Nach dem Schulbesuch studierte Mylius Rechtswissenschaften. Später trat er in den Polizeidienst ein. Zum 1. Oktober 1931 trat er der NSDAP bei (Mitgliedsnummer 639.426). In den 1930er Jahren trat er in das Geheime Staatspolizeiamt ein, in dem er Aufgaben als Justitiar übernahm. Außerdem wurde er Mitglied der SS (SS-Nummer 272.539). Nach der Gründung des Reichssicherheitshauptamtes (RSHA) übernahm Mylius die Leitung des Referates II A 3 („Justizangelegenheiten, Schadensersatzansprüche“), dem er bis Anfang 1941 vorstand. Von April 1941 bis zum 18. November 1943 amtierte er als Gruppenleiter der Abteilung VII A („Materialerfassung“) in dem von Franz Alfred Six geleiteten Amt VII („Weltanschauliche Forschung und Auswertung – SD-Ausland“) des RSHA und als stellvertretender Leiter des gesamten Amtes VII. Am 12. September 1941 wurde Mylius zum Oberregierungsrat ernannt. 1944 schied er aus dem Reichssicherheitshauptamt aus.
In der SS erreichte Mylius den Rang eines Obersturmbannführers.
Nach dem Zweiten Weltkrieg ermittelten bundesrepublikanische Staatsanwaltschaften gegen Mylius. Dabei galt er jahrelang als verschollen, weil er zuletzt auf dem Gebiet der DDR gesehen worden war.

## Ehe und Familie
Mylius heiratete am 23. September 1936 in Berlin die Stenotypistin Susi Margret Wittich (* März 1907 in Saarlouis). +

## Photo von Mylius
- Lutz Hachmeister: Der Gegnerforscher. Die Karriere des SS-Führers Franz Alfred Six. München 1998, S. 232.